# Championnat d'Angleterre de football de troisième division 2011-2012
Navigation
Édition précédente Édition suivante
La saison 2011-2012 de League One est la quatre-vingt-sixième édition de la troisième division anglaise, la huitième sous son nom actuel et la vingtième sous sa forme actuelle.
Les vingt-quatre clubs participants au championnat sont confrontés à deux reprises aux vingt-trois autres. À la fin de la saison, les deux premiers sont promus en Championship et les quatre suivants s'affrontent en barrages pour une place dans la division supérieure. Les quatre derniers sont quant à eux relégués en League Two.
Charlton Athletic termine champion à l'issue de la saison et accède au Championship, de même pour son dauphin Sheffield Wednesday et Sheffield United, troisième et vainqueur des barrages de promotion. Dans le même temps, les quatre derniers Chesterfield, Exeter City, Rochdale et Wycombe Wanderers sont quant à eux relégués en League Two.

## Les 24 clubs participants
| \| Bournemouth Brentford Charlton Athletic Leyton Orient Bury Carlisle United Chesterfield Colchester Exeter City Hartlepool United Huddersfield Milton Keynes Dons Notts County Oldham Preston North End Rochdale Scunthorpe United Sheffield United Sheffield Wednesday Stevenage Tranmere Rovers Walsall Wycombe Wanderers Yeovil Town \| Localisation des clubs engagés dans le championnat. |
| Bournemouth Brentford Charlton Athletic Leyton Orient Bury Carlisle United Chesterfield Colchester Exeter City Hartlepool United Huddersfield Milton Keynes Dons Notts County Oldham Preston North End Rochdale Scunthorpe United Sheffield United Sheffield Wednesday Stevenage Tranmere Rovers Walsall Wycombe Wanderers Yeovil Town                                                           |

| Club                | Stade                | Capacité | Ville         |
| ------------------- | -------------------- | -------- | ------------- |
| Bournemouth         | Dean Court           | 9 600    | Bournemouth   |
| Brentford           | Griffin Park         | 12 763   | Londres       |
| Bury                | Gigg Lane            | 11 840   | Bury          |
| Carlisle United     | Brunton Park Stadium | 16 981   | Carlisle      |
| Charlton Athletic   | The Valley           | 27 111   | Londres       |
| Chesterfield        | B2net Stadium        | 10 338   | Chesterfield  |
| Colchester United   | Community Stadium    | 10 000   | Colchester    |
| Exeter City         | St James Park        | 9 036    | Exeter        |
| Hartlepool United   | Victoria Park (en)   | 7 691    | Hartlepool    |
| Huddersfield Town   | Galpharm Stadium     | 24 500   | Huddersfield  |
| Leyton Orient       | Matchroom Stadium    | 9 271    | Londres       |
| Milton Keynes Dons  | Denbigh Stadium      | 22 000   | Milton Keynes |
| Notts County        | Meadow Lane          | 21 388   | Nottingham    |
| Oldham Athletic     | Boundary Park        | 10 638   | Oldham        |
| Preston North End   | Deepdale             | 23 408   | Preston       |
| Rochdale            | Spotland Stadium     | 10 249   | Rochdale      |
| Scunthorpe United   | Glanford Park        | 9 088    | Scunthorpe    |
| Sheffield United    | Bramall Lane         | 32 702   | Sheffield     |
| Sheffield Wednesday | Hillsborough         | 39 812   | Sheffield     |
| Stevenage           | Broadhall Way        | 7 100    | Stevenage     |
| Tranmere Rovers     | Prenton Park         | 16 567   | Birkenhead    |
| Walsall             | Bescot Stadium       | 11 300   | Walsall       |
| Wycombe Wanderers   | Adams Park           | 10 284   | High Wycombe  |
| Yeovil Town         | Huish Park           | 9 978    | Yeovil        |

## Compétition

### Classement
Le classement est établi sur le barème de points classique (victoire à 3 points, match nul à 1, défaite à 0).
Pour départager les égalités, on tient d'abord compte de la différence de buts générale, puis du nombre de buts marqués, puis des confrontations directes et enfin si la qualification ou la relégation est en jeu, les deux équipes jouent une rencontre d'appui sur terrain neutre.
| Rang | Équipe              | Pts | J  | G  | N  | P  | Bp | Bc | Diff |
| ---- | ------------------- | --- | -- | -- | -- | -- | -- | -- | ---- |
| 1    | Charlton Athletic   | 101 | 46 | 30 | 11 | 5  | 82 | 36 | +46  |
| 2    | Sheffield Wednesday | 93  | 46 | 28 | 9  | 9  | 82 | 48 | +34  |
| 3    | Sheffield United R  | 90  | 46 | 27 | 9  | 10 | 92 | 51 | +41  |
| 4    | Huddersfield Town   | 81  | 46 | 21 | 18 | 7  | 79 | 47 | +32  |
| 5    | Milton Keynes Dons  | 80  | 46 | 22 | 14 | 10 | 84 | 47 | +37  |
| 6    | Stevenage P         | 73  | 46 | 21 | 10 | 15 | 69 | 44 | +25  |
| 7    | Notts County        | 73  | 46 | 18 | 19 | 9  | 75 | 63 | +12  |
| 8    | Carlisle United     | 69  | 46 | 18 | 15 | 13 | 65 | 66 | -1   |
| 9    | Brentford           | 67  | 46 | 18 | 13 | 15 | 63 | 51 | +12  |
| 10   | Colchester United   | 59  | 46 | 13 | 20 | 13 | 61 | 66 | -5   |
| 11   | Bournemouth AFC     | 58  | 46 | 15 | 13 | 18 | 48 | 52 | -4   |
| 12   | Tranmere Rovers     | 56  | 46 | 14 | 14 | 18 | 49 | 53 | -4   |
| 13   | Hartlepool United   | 56  | 46 | 14 | 14 | 18 | 50 | 55 | -5   |
| 14   | Bury P              | 56  | 46 | 15 | 11 | 20 | 60 | 79 | -19  |
| 15   | Preston North End R | 54  | 46 | 13 | 15 | 18 | 54 | 68 | -14  |
| 16   | Oldham Athletic     | 54  | 46 | 14 | 12 | 20 | 50 | 66 | -16  |
| 17   | Yeovil Town         | 54  | 46 | 14 | 12 | 20 | 59 | 80 | -21  |
| 18   | Scunthorpe United R | 52  | 46 | 10 | 22 | 14 | 55 | 59 | -4   |
| 19   | Walsall             | 50  | 46 | 10 | 20 | 16 | 51 | 57 | -6   |
| 20   | Leyton Orient       | 50  | 46 | 13 | 11 | 22 | 48 | 75 | -27  |
| 21   | Wycombe Wanderers P | 43  | 46 | 11 | 10 | 25 | 65 | 88 | -23  |
| 22   | Chesterfield P      | 42  | 46 | 10 | 12 | 24 | 55 | 81 | -26  |
| 23   | Exeter City         | 42  | 46 | 10 | 12 | 24 | 46 | 75 | -29  |
| 24   | Rochdale            | 38  | 46 | 8  | 14 | 24 | 47 | 81 | -34  |

| Légende : Qualifications et relégations | Légende : Qualifications et relégations                     |
| --------------------------------------- | ----------------------------------------------------------- |
|                                         | Promu en Championship                                       |
|                                         | Qualification pour les barrages d'accession en Championship |
|                                         | Relégation en League Two                                    |
|                                         | R : Relégué en 2010-2011 P : Promu en 2010-2011             |

### Barrages
|  | Demi-finales           | Demi-finales      | Demi-finales | Demi-finales     |   |   | Finale | Finale | Finale |  |  |  |  |  |  |  |
|  |                        |                   |              |                  |   |   |        |        |        |  |  |  |  |  |  |  |
|  |                        |                   |              |                  |   |   |        |        |        |  |  |  |  |  |  |  |
|  |                        |                   |              |                  |   |   |        |        |        |  |  |  |  |  |  |  |
|  | (3) Sheffield United   | 0                 | 1            |                  |   |   |        |        |        |  |  |  |  |  |  |  |
|  | (3) Sheffield United   | 0                 | 1            |                  |   |   |        |        |        |  |  |  |  |  |  |  |
|  | (6) Stevenage          | 0                 | 0            |                  |   |   |        |        |        |  |  |  |  |  |  |  |
|  | (6) Stevenage          | 0                 | 0            | Sheffield United | 0 | 7 |        |        |        |  |  |  |  |  |  |  |
|  |                        |                   |              |                  | 0 | 7 |        |        |        |  |  |  |  |  |  |  |
|  |                        | Huddersfield Town | 0            | 8                |   |   |        |        |        |  |  |  |  |  |  |  |
|  | (4) Huddersfield Town  | Huddersfield Town | 0            | 8                | 2 | 1 |        |        |        |  |  |  |  |  |  |  |
|  | (4) Huddersfield Town  |                   |              |                  |   |   |        |        |        |  |  |  |  |  |  |  |
|  | (5) Milton Keynes Dons | 0                 | 2            |                  |   |   |        |        |        |  |  |  |  |  |  |  |
|  | (5) Milton Keynes Dons | 0                 | 2            |                  |   |   |        |        |        |  |  |  |  |  |  |  |

|  | Tirs au but |

|  | Score de l'équipe recevant |

## Bilan de la saison
| Promotions et relégations       |                                                              |
| Relégués de Championship League | Portsmouth, Coventry City, Doncaster Rovers                  |
| Promus en Championship League   | Charlton Athletic, Sheffield Wednesday, Huddersfield Town    |
| Relégués en League Two          | Wycombe Wanderers, Chesterfield, Exeter City, Rochdale       |
| Promus de League Two            | Swindon Town, Shrewsbury Town, Crawley Town, Crewe Alexandra |

## Statistiques
| Rang | Nom                     | Club                | Buts |
| ---- | ----------------------- | ------------------- | ---- |
| 1    | Jordan Rhodes           | Huddersfield Town   | 36   |
| 2    | Ched Evans              | Sheffield United    | 29   |
| 3    | Bradley Wright-Phillips | Charlton Athletic   | 22   |
| 4    | Stuart Beavon           | Wycombe Wanderers   | 21   |
| 5    | Gary Madine             | Sheffield Wednesday | 18   |
| 6    | Andy Williams           | Yeovil Town         | 16   |
| 7    | Lee Miller              | Carlisle United     | 14   |
| 8    | François Zoko           | Carlisle United     | 13   |
| 8    | Anthony Wordsworth      | Colchester United   | 13   |
| 8    | Lee Novak               | Huddersfield Town   | 13   |
| 8    | Jeff Hughes             | Notts County        | 13   |
| 8    | Lee Williamson          | Sheffield United    | 13   |

| Rang | Nom               | Club                | Passes |
| ---- | ----------------- | ------------------- | ------ |
| 1    | Stephen Quinn     | Sheffield United    | 14     |
| 2    | Clayton Donaldson | Brentford           | 13     |
| 2    | Ched Evans        | Sheffield United    | 13     |
| 4    | Chris Lines       | Sheffield Wednesday | 12     |
| 4    | Alan Judge        | Notts County        | 12     |
| 6    | Lee Novak         | Huddersfield Town   | 11     |
| 6    | Lee Miller        | Carlisle United     | 11     |
| 8    | Dean Bowditch     | Milton Keynes Dons  | 10     |
| 8    | Charlie MacDonald | Milton Keynes Dons  | 10     |
| 8    | Danny Green       | Charlton Athletic   | 10     |
| 8    | Jack Hunt         | Huddersfield Town   | 10     |
| 8    | Richard Cresswell | Sheffield United    | 10     |

## Distinctions
| Mois           | Joueur           | Club                | Source |
| -------------- | ---------------- | ------------------- | ------ |
| Août 2011      | Ryan Lowe        | Sheffield Wednesday |        |
| Septembre 2011 | Neil Mellor      | Preston North End   |        |
| Octobre 2011   | Jordan Rhodes    | Huddersfield Town   |        |
| Novembre 2011  | Michael Morrison | Charlton Athletic   |        |
| Décembre 2011  | Jordan Rhodes    | Huddersfield Town   |        |
| Janvier 2012   | Johnnie Jackson  | Charlton Athletic   |        |
| Février 2012   | Dean Bowditch    | Milton Keynes Dons  |        |
| Mars 2012      | Ched Evans       | Sheffield United    |        |
| Avril 2012     | Miguel Llera     | Sheffield Wednesday |        |

| Mois           | Joueur        | Club                | Source |
| -------------- | ------------- | ------------------- | ------ |
| Août 2011      | Karl Robinson | Milton Keynes Dons  |        |
| Septembre 2011 | Martin Allen  | Notts County        |        |
| Octobre 2011   | Lee Clark     | Huddersfield Town   |        |
| Novembre 2011  | Chris Powell  | Charlton Athletic   |        |
| Décembre 2011  | Danny Wilson  | Sheffield United    |        |
| Janvier 2012   | Chris Powell  | Charlton Athletic   |        |
| Février 2012   | Chris Powell  | Charlton Athletic   |        |
| Mars 2012      | Dave Jones    | Sheffield Wednesday |        |
| Avril 2012     | Dave Jones    | Sheffield Wednesday |        |